# Loving (phim 2016)
Loving là một bộ phim tình cảm lãng mạn tiểu sử Anh-Mỹ năm 2016 kể về câu chuyện của Richard và Mildred Loving, các nguyên đơn trong phán quyết của Tòa án Tối cao Hoa Kỳ năm 1967 Loving v. Virginia , vô hiệu hóa luật tiểu bang cấm kết hôn giữa các chủng tộc. Bộ phim được sản xuất bởi Big Beach và Raindog Films, và được phân phối bởi Focus Feature.  Bộ phim lấy cảm hứng từ The Loving Story (2011) của tác giả Nancy Buirski, một bộ phim tài liệu về gia đình Loving và vụ án mang tính bước ngoặt của họ.
Bộ phim được đạo diễn bởi Jeff Nichols, người cũng viết kịch bản.  Ruth Negga và Joel Edgerton đóng chung với vai Mildred (nhũ danh Jeter; 22 tháng 7 năm 1939 - 2 tháng 5 năm 2008) và Richard Loving (29 tháng 10 năm 1933 - 29 tháng 6 năm 1975).  Marton Csokas, Nick Kroll và Michael Shannon đều có vai trò hỗ trợ.  Chụp ảnh chính bắt đầu tại Richmond, Virginia, vào ngày 16 tháng 9 năm 2015 và kết thúc vào ngày 19 tháng 11.  Các địa điểm được sử dụng cho Yêu thương chủ yếu có trụ sở tại Richmond, cũng trong Vua và Nữ hoàng County, Caroline County, Central Point, và Bowling Green.
Loving bắt đầu phát hành giới hạn ở Hoa Kỳ vào ngày 4 tháng 11 năm 2016,  trước khi phát hành rộng rãi vào ngày 11 tháng 11 năm 2016.  Bộ phim nhận được đánh giá tích cực và được vinh danh là một trong những bộ phim hay nhất năm 2016 bởi một số phương tiện truyền thông.  Bộ phim đã được chọn để tranh giải Cành cọ vàng tại Liên hoan phim Cannes 2016,  và được đề cử nhiều giải thưởng, bao gồm một đề cử Quả cầu vàng cho Nam diễn viên xuất sắc nhất cho Edgerton và Giải thưởng Hàn lâm và đề cử Quả cầu Vàng cho Negga.